# Babuyan
Babuyan is een eiland in het noorden van de Filipijnen. Het eiland maakt deel uit van de Babuyan-eilandengroep in de provincie Cagayan ten noorden van het eiland Luzon. Het eiland had tijdens de laatste officiële telling uit 2000 1367 bewoners verdeeld over 225 huishoudens

## Geografie

### Bestuurlijke indeling
Het eiland is een van de eilanden die samen de gemeente Calayan vormen. Het eiland bestaat uit slechts een barangay, genaamd Babuyan Claro.

### Landschap
Het eiland Babuyan is een vulkanisch eiland. Mount Smith is een 670 meter hoge stratovulkaan in het westen van het eiland is sinds 1652 acht keer uitgebarsten. De laatste keer was in 1924. De meest explosieve recente uitbarsting staat echter op naam van de vulkaan Mount Babuyan Claro, die bij een van haar uitbarstingen in 1831 schade veroorzaakte.